# 克莱尔·卡梅伦·帕特森
克莱尔·卡梅伦·帕特森（英語：Clair Cameron Patterson，1922年6月2日—1995年12月5日），美国地质学家和地球化学家，出生于美国艾奥瓦州米切尔维尔，芝加哥大学博士，曾於加州理工学院任教。
帕特森与乔治·蒂尔顿合作，改进铀铅测年法，发明了铅铅测年法。通过测定代亞布羅峽谷隕石中铅的同位素的含量，他在1956年计算出地球的年龄约为45.5±0.7亿年。
帕特森早在1940年代還是芝加哥大学研究生的时候就发现自己的样品受到铅污染，后来研究地球年龄的过程中他发现铅工业是大气和人体内的铅含量急剧上升的原因。他的努力和呼吁在禁用四乙基铅和食品罐頭鉛銲料的运动中贡献巨大。因为以上的贡献，他被称为20世纪影响最大的地质学家。

## 早年生活
帕特森在1922年6月2日出生於美国艾奥瓦州米切尔维尔，在格林内尔学院獲得化學學位，並認識了他的妻子 Lorna (Laurie) McCleary。之後他和妻子一起前往艾奥瓦大学就讀碩士學位，研究分子光譜學。之後他和妻子都參與了曼哈顿计划，先是在芝加哥大學工作，再到田納西州橡树岭，並且接觸到质谱法。
戰爭結束後帕特森和妻子回到芝加哥，他的妻子獲得紅外線光譜學研究員職位，而帕特森則在芝加哥大學哈里森·布朗的指導下就讀博士班。在芝加哥大學擔任一年博士後研究員後，帕特森和布朗於1952年前往加州理工學院地質與行星科學系任教，並且是該系地球化學組的創始師資。帕特森之後直到退休都任職於加州理工學院，並且和其妻育有4名子女。

## 地球年齡的測定
布朗在芝加哥大學期間開發出一套計算火成岩中鉛同位素含量的新方式，並且讓帕特森在1948年時以此作為他的博士論文主題。這段期間帕特森在隕石是太陽系形成後未能形成體積較大天體而被遺留在太空中的物質這項假設下進行研究，這暗示量測出隕石的年齡就可知道地球大約的年齡。帕特森用了數年時間收集隕石樣本，並於1953年獲得來自代亞布羅峽谷隕石的最終實驗樣本。之後他將樣本帶到阿贡国家实验室以當時最新式的質譜儀進行實驗。
在1956年10月一次於威斯康辛州舉辦的會議之後，帕特森公布了他的研究成果。他宣布地球的年齡約45.5億年（誤差範圍正負7千萬年）。這個年齡值至今仍被認可，雖然誤差範圍已經縮小到正負2千萬年。

## 地球化學演化研究
帕特森當時已能從尋常岩石中以微克級的鉛確認由哪些同位素組成，並且讓他得以從大西洋和太平洋底的沉積物樣本分析其中的鉛同位素。在不同年代從陸地送入海洋的沉積物中，帕特森發現了海洋中的鉛來自人類活動的含量是自然過程的80倍，這代表了鉛的地球化學循環失去平衡。
而當時化學分析技術的限制讓帕特森以其他種方式進行相關研究。他發現在深海海水中鉛含量是表面海水中的3到10分之1，相較之下，鋇等和鉛類似的金屬在不同深度的含量卻與鉛相反。這讓他對當時普遍的觀點，即鉛濃度變化是由兩個自然界的量級組成的因子感到懷疑。
帕特森回到最初他的實驗中所碰到的問題，以及他在取樣中發現的鉛汙染。他從來自格陵蘭的冰核樣本中確認大氣層中的鉛含量在四乙基鉛被加入汽油以減少內燃機的爆震後快速增加。他隨後確認了鉛在許多方面的使用是他的樣本被汙染的原因，而他的發現會對大眾的健康有顯著影響。因此帕特森的餘生致力於避免鉛進入環境造成汙染。

## 對抗鉛中毒
自1965年帕特森出版了《Contaminated and Natural Lead Environments of Man》開始，他試圖讓社會大眾注意到鉛因為工業上大量使用使環境和食物鏈中鉛含量增加產生的問題。也許部分是因為他批評其他科學家的實驗方式，他的觀點因此被羅伯特·基歐等當時被大眾公認的專家反對。
帕特森致力於確保汽油中不再含鉛，並且他拒絕了雇用基歐的乙基公司的遊說，以及反對使用托马斯·米基利所發明的化學物質，其中包含了四乙基鉛和氯氟烃，而這代表他要和與鉛添加劑有關的化學工業對抗。因為帕特森對鉛化學工業的批評，他因此被許多研究機構拒絕合作，其中包含了所謂立場中立的美國公共衛生局。1971年美國國家科學研究委員會拒絕他參加大氣層鉛汙染的座談小組，即使他在當時被認為是這方面最重要的專家。
帕特森的努力最終使美国国家环境保护局於1973年宣布將逐步使美國的含鉛汽油減少60%至65%，最終於1986年全美國停止使用含鉛汽油。在此之後美國人的血鉛濃度於1990年代晚期比停用含鉛汽油以前下降最多80%。
接著，帕特森把注意力轉移到了因為缺乏類似實驗的數據，而被忽略的罐頭食物鉛含量增加問題。在其中一項研究中，他發現每公克罐頭魚肉的鉛含量比新鮮魚肉多了0.3到1400奈克，而官方實驗室的報告則稱多了400到700奈克。他檢驗了1600年前秘魯人骨架中的鉛、鋇和鈣含量後，發現現代人骨架中的鉛含量高達古代秘魯人的700到1200倍，而鋇和鈣的含量則沒有明顯增加。
1978年帕特森進入美國國家科學研究委員會的相關小組，並且他許多新增的要求減少使用鉛的建議被接受，但也被認為還需要更多的研究。他提出的78頁少數派報告中提到應該立刻開始控制各種用途中的鉛含量，其中包含了汽油、食品容器、塗料、釉料和輸水系統。報告提出30年後，他的觀點大部分在美國和全世界大部分地區被接受並且推行。

## 去世
帕特森於1995年12月5日在美国加利福尼亚州海牧場的家中因為嚴重哮喘去世，終年73歲。

## 延伸閱讀
- Patterson, C., , Geochimica et Cosmochimica Acta, 1956, 10 (4): 230–237, Bibcode:1956GeCoA..10..230P, doi:10.1016/0016-7037(56)90036-9
- Patterson, C.; Chow, T. J., , Geochimica et Cosmochimica Acta, 1962, 26 (2): 263–308, Bibcode:1962GeCoA..26..263C, doi:10.1016/0016-7037(62)90016-9
- Patterson, C., , Arch. Environ. Health, 1965, 11: 344–360, PMID 14334042
- Bryson, Bill, , Broadway: 149, 156–160, 2004, ISBN 978-0-7679-0818-4
- Davidson, Cliff I. (编), , New York: Nova Science Publishers: xxxiv+162, 1998, ISBN 1-56072-568-0
- McGrayne, S. Bertsch, , , New York: McGraw-Hill, 2002, ISBN 0-07-140795-2
- Tilton, George R., ,   [2009-03-10], （原始内容存档于2013-11-11）
- Denworth, L. Toxic Truth: A Scientist, A Doctor, and the Battle over Lead, Beacon Press, 2009.
- Casanova, I, , Int. Microbiol. 1 (3), 1998, 1 (3): 231–2Sep 1998, PMID 10943366
- Flegal, A R, , Environ. Res. 78 (2), 1998, 78 (2): 64–70Aug 1998, Bibcode:1998ER.....78...65F, PMID 9725987, doi:10.1006/enrs.1998.3861
- Needleman, H L, , Environ. Res. 78 (2), 1998, 78 (2): 79–85Aug 1998, Bibcode:1998ER.....78...79N, PMID 9719611, doi:10.1006/enrs.1997.3807
- Flegal, A, , Environ. Res. 78 (2), 1998, 78 (2): 65–185Aug 1998, PMID 9719609
- Nriagu, J O, , Environ. Res. 78 (2), 1998, 78 (2): 71–8Aug 1998, Bibcode:1998ER.....78...71N, PMID 9719610, doi:10.1006/enrs.1997.3808